# Saint Walker
Saint Walker est un personnage de bande dessinée de fiction figurant dans des bandes dessinées américaines et dans d’autres médias associés publiés par DC Comics. Saint Walker est un membre du corps galactique des Blue Lantern, une organisation vouée à la promotion de la paix et de l'harmonie par le pouvoir de l'espoir dans tout l'univers.

## Jeux vidéo
- Saint Walker apparaît dans DC Universe Online.
- Saint Walker apparaît en tant que personnage jouable dans Lego Batman 3 : Au-delà de Gotham, avec la voix de Sam Riegel.